# Amenemhet
Amenemhet va ser un príncep egipci de la XVIII dinastia. Era fill de Tuthmosis IV i de Mutemuia. Està representat a la tomba tebana TT64, que és la tomba dels tutors reials Heqareshou i el seu fill Heqa-erneheh. Va morir jove i va ser enterrat a la tomba del seu pare a la vall dels Reis, la tomba KV43, al costat del seu pare i una germana anomenada Tentamun; els seus vasos canopics i probablement els de la seva mare es van trobar allà.

El seu nom significa literalment "Amon és al davant".